# Oded Golan
Oded Golan este un inginer și traficant de antichități israelian. El a devenit celebru prin falsificarea unui așa zis sarcofag al fratelui după trup al lui Isus din Nazaret. Arestat abia în 2003, Golan a recunoscut falsul al unei inscripții traficate.